# Orovac
Orovac is een plaats in de gemeente Severin in de Kroatische provincie Bjelovar-Bilogora. De plaats telt 400 inwoners (2001).